# Дон Фелдер
Дональд Вільям Фелдер (нар. 21 вересня 1947, Гейнсвілл, Флорида, США) — американський музикант, головний гітарист рок-гурту Eagles з 1974 по 2001 рік. 
У 1998 році разом з Eagles він був включений до Зали слави рок-н-ролу. У 2016 році Фелдер був прийнятий до Зали слави та музею музикантів. 
Фелдер був звільнений з Eagles у 2001 році, після чого він подав різні позови, стверджуючи про неправомірне розірвання контракту, порушення неявного контракту та порушення фідуціарних обов'язків. 
У 2008 році він опублікував автобіографію, в якій детально описує своє перебування в Eagles, Heaven and Hell: My Life in the Eagles (1974—2001).